# Amijja
Amijja (arab. عمية) – wieś w Syrii, w muhafazie Hama. W 2004 roku liczyła 366 mieszkańców.